# Осинівська сільська рада (Куп'янський район)
Осинівська сільська́ ра́да — адміністративно-територіальна одиниця та орган місцевого самоврядування в Куп'янському районі Харківської області. Адміністративний центр — село Осиново.

## Загальні відомості
- Осинівська сільська рада утворена в 1923 році.
- Територія ради: 39,21 км²
- Населення ради: 1 267 осіб (станом на 2001 рік)
- Територією ради протікає річка Оскіл.

## Населені пункти
Сільській раді підпорядковані населені пункти:
- с. Осиново
- с. Болдирівка
- с. Осадьківка
- с. Пойдунівка
- с. Прокопівка
- с. Стінка
- с. Тамарганівка

## Склад ради
Рада складається з 16 депутатів та голови.
- Голова ради: Стрельцов Іван Михайлович
- Секретар ради: Семенова Роза Борисівна

### Керівний склад попередніх скликань
| Прізвище, ім'я, по батькові  | Основні відомості                                                         | Дата обрання | Дата звільнення |
| ---------------------------- | ------------------------------------------------------------------------- | ------------ | --------------- |
| Суліма Олександр Миколайович | Сільський голова, 1963 року народження, безпартійний                      | 26.03.2006   | 31.10.2010      |
| Стрельцов Іван Михайлович    | Сільський голова, 1957 року народження, освіта вища, член Партії регіонів | 31.10.2010   |                 |

Примітка: таблиця складена за даними сайту Верховної Ради України

### Депутати
За результатами місцевих виборів 2010 року депутатами ради стали:

#### За суб'єктами висування
| Суб'єкт висування | Кількість обраних депутатів | %   |
| ----------------- | --------------------------- | --- |
| Партія регіонів   | 16                          | 100 |

#### За округами
| № округу        | Прізвище, ім'я, по батькові     | Дата визнання обраним | Освіта  | Партійна приналежність | Відомості про обраного депутата                    |
| --------------- | ------------------------------- | --------------------- | ------- | ---------------------- | -------------------------------------------------- |
| Партія регіонів |                                 |                       |         |                        |                                                    |
| 1               | Семенова Роза Борисівна         | 01.11.2010            | вища    | член Партії регіонів   | Петрівська сільська рада, секретар                 |
| 2               | Артюшенко Євгенія Миколаївна    | 01.11.2010            | середня | член Партії регіонів   | Петрівська сільська рада, касир                    |
| 3               | Баландіна Галина Миколаївна     | 01.11.2010            | середня | член Партії регіонів   | пенсіонер                                          |
| 4               | Кравченко Леонід Володимирович  | 01.11.2010            | середня | член Партії регіонів   | Локомотивне депо, автокранів-ник                   |
| 5               | Семенова Ольга Миколаївна       | 01.11.2010            | вища    | член Партії регіонів   | Петрівська сільська рада, інспектор                |
| 6               | Усик Тетяна Володимирівна       | 01.11.2010            | середня | член Партії регіонів   | Куп'янська відділкова лікарня, медична сестра      |
| 7               | Клименко Ольга Володимирівна    | 01.11.2010            | вища    | член Партії регіонів   | Петрівська загальноосвітня школа, зам. директора   |
| 8               | Китаєва Юлія Іванівна           | 01.11.2010            | вища    | член Партії регіонів   | Петрівський фельдшерсько-акушерський пункт, акушер |
| 9               | Скиба Зінаїда Іванівна          | 01.11.2010            | середня | член Партії регіонів   | пенсіонер                                          |
| 10              | Єрмолаєнко Оксана Володимирівна | 01.11.2010            | середня | член Партії регіонів   | Петрівське відділення зв'язку, листоноша           |
| 11              | Тішаков Віктор Миколайович      | 01.11.2010            | вища    | член Партії регіонів   | пенсіонер                                          |
| 12              | Усик Олег Олександрович         | 01.11.2010            | середня | член Партії регіонів   | Вагонне депо Куп'янськ, слюсар                     |
| 13              | Тур Вікторія Іванівна           | 01.11.2010            | вища    | член Партії регіонів   | Петрівська загальноосвітня школа, вчитель          |
| 14              | Овчаренко Тетяна Вікторівна     | 01.11.2010            | середня | член Партії регіонів   | Куп'янський гортерцентр, соцпрацівник              |
| 15              | Неплюєв Ігор Олександрович      | 01.11.2010            | середня | член Партії регіонів   | тимчасово не працює                                |
| 16              | Марченко Ніна Миколаївна        | 01.11.2010            | середня | член Партії регіонів   | пенсіонер                                          |